# Fumiya Fujii
Fumiya Fujii (藤井フミヤ, Fujii Fumiya) (Kurume, Fukuoka, 11 de julho de 1962) é um cantor japonês. Sua carreira começou aos 21 anos, no grupo The Checkers, que tinha como um de seus sete integrantes seu irmão, Naoyuki Fujii.
Após o término do grupo, Fumiya seguiu carreira solo como cantor. Em 1997 formou, junto com Naoyuki, a banda F-BLOOD, em um projeto paralelo.
Sua popularidade no Japão levou a Disney a escolhê-lo como intérprete das músicas tema das animações "Hércules" (Go The Distance) e "Cinderela" (Yume Wa Hisoka Ni) naquele país. Também gravou as músicas da versão japonesa de "Pokémon 4 - Viajantes do Tempo" (Ashita Tenki Ni Shiteokure) e da versão 2003 de "Astro Boy" (Boy's Heart).

## Biografia
Nasceu como o primeiro filho homem de um trabalhador da Kokutestu (国鉄) e uma cabeleireira.
No ginásio começa a estudar música após conhecer a banda Carol (キャロル).
Em 1983 forma a banda Checkers com colegas de escola. Os Checkers obtem grande popularidade não somente pela música como também pelo modo de se vestirem. Fumiya passa então a compor grande parte das músicas que até então eram compostas por outros músicos.
Em 1992 a banda se disolve e em 1993 Fumiya muda seu nome artístico de 「藤井 郁弥」para 「藤井 フミヤ」. A pronúncia fica a mesma "Fujii Fumiya", o que mudou foi o nome "Fumiya" que antes era escrito em kanji e agora é escrito em katakana. 
Seu primeiro single, "True Love", vende 2 milhões e 400 mil cópias. Em 1996, outra música, "Another Orion", vendeu 1 milhão e 200 mil cópias.

## Discografia

### Singles
- (1989) Mother's Touch
- (10 de novembro de 1993) True Love
- (1 de abril de 1994) Eros
- (18 de novembro de 1994) Days
- (21 de abril de 1995) Time Machine
- (2 de agosto de 1995) Heart Break
- (17 de novembro de 1995) Get Up Boy
- (22 de abril de 1996) Girl Friend
- (7 de agosto de 1996) Another Orion
- (21 de novembro de 1996) Snow Crystal
- (7 de maio de 1997) Do Not
- (18 de julho de 1997) Go The Distance
- (1 de agosto de 1998) Wara No Inu
- (12 de maio de 1999) Kaze No Jidai
- (20 de novembro de 1999) Moonlight magic
- (19 de abril de 2000) Stay with me
- (10 de maio de 2000) Inside
- (23 de maio de 2001) Upside Down
- (18 de julho de 2001) Ashita Tenki Ni Shiteokure
- (12 de dezembro de 2001) All This Love
- (22 de maio de 2002) Seven Wonders
- (21 de maio de 2003) Boy's Heart
- (21 de abril de 2004) Thrill up
- (10 de novembro de 2004) Komorebi No Kaze Ni Fukare
- (27 de abril de 2005) Shouri No Sora E
- (9 de novembro de 2005) Kimi Ga Boku Wo Omou Yoru
- (12 de julho de 2006) Shimokita Ijou Harajuku Miman

### Álbuns
- (6 de abril de 1994) Angel
- (7 de junho de 1995) Rock'en Roll
- (20 de setembro de 1996) Tears
- (16 de dezembro de 1996) Standard
- (18 de junho de 1997) Pure Red
- (1 de outubro de 1998) Soramoyou
- (18 de novembro de 1998) Singles
- (1 de julho de 1999) 2000-1
- (5 de julho de 2000) In And Out
- (20 de junho de 2001) Club F
- (19 de junho de 2002) Equal
- (31 de julho de 2002) The Party Remix
- (9 de outubro de 2002) Re Take
- (26 de março de 2003) My Carol
- (18 de junho de 2003) Right Here! Right Now!
- (22 de outubro de 2003) Lady Sister Baby
- (19 de maio de 2004) Cloverfield
- (29 de setembro de 2004) Popstar
- (29 de junho de 2005) Kimyou na Kajitsu
- (20 de setembro de 2006) With The Rawguns